# Alexandre de Michellis
Alexandre de Michellis (Lisboa, 31 de julho de 1818 – 24 de outubro de 1866) foi um desenhador, pintor e litógrafo, nascido em Lisboa em uma família de origem piemontesa, que também foi professor de desenho linear em 1840, no liceu francês, dirigido por A. M. Garcês. Deixou uma vasta obra em pictórica e numerosas litografias.

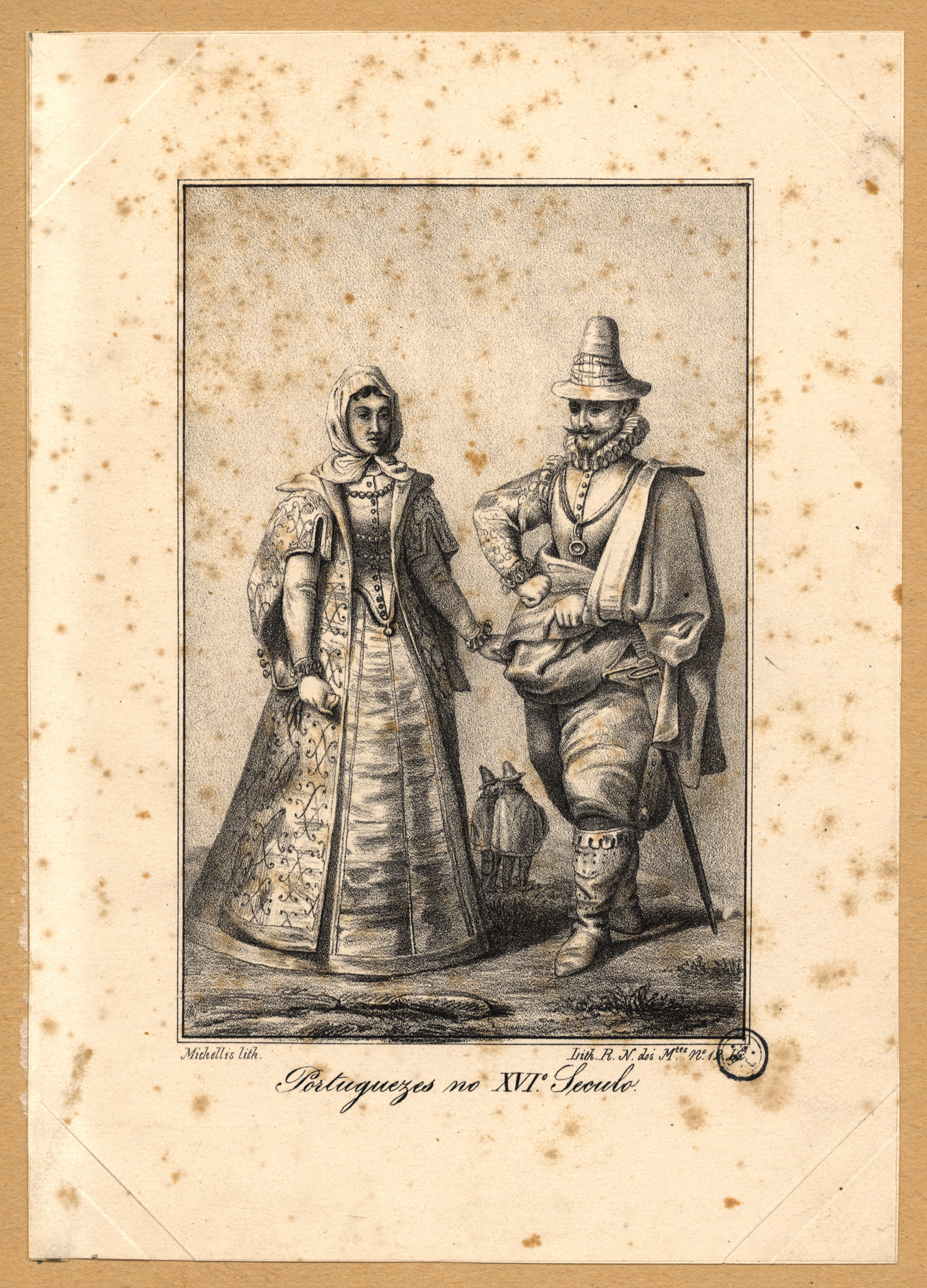
Portuguezes no XVI.º seculo, obra de Alexandre de Michellis

## Leitura complementar
- O ensino das belas-artes nos colégios particulares